# John Hodiak
John Hodiak (Pittsburgh, 16 aprile 1914 – Los Angeles, 19 ottobre 1955) è stato un attore statunitense.

## Biografia
Nato da Walter Hodiak e Anna Pogorzelec, di origini ucraine e polacche, John Hodiak crebbe a Hamtramck (Michigan), un sobborgo di Detroit, e iniziò a recitare a 11 anni in allestimenti in polacco e in russo presso la Ukrainian Catholic Church, incoraggiato dal padre che aveva fatto qualche esperienza artistica da dilettante.
Terza base nella squadra di baseball della scuola, gli venne offerto un ingaggio con il team St. Louis Cardinals, ma rifiutò, preferendo tentare la strada della recitazione alla radio. Mentre frequentava corsi di dizione per perfezionare il proprio accento europeo, lavorò come caddy presso un club di golf, e poi come impiegato presso la casa automobilistica Chevrolet. Trasferitosi a Chicago, divenne un apprezzato speaker e interprete radiofonico.
Arrivato a Hollywood nel 1942, dopo essere stato esonerato dal servizio militare perché affetto da ipertensione, firmò un contratto con la MGM. Favorito dalla particolare situazione del momento presso le case cinematografiche, alla ricerca di giovani primi attori non impegnati al fronte, Hodiak attirò subito l'attenzione del pubblico grazie al ruolo del marinaio John Kovac nel dramma Prigionieri dell'oceano (1944) di Alfred Hitchcock, che girò per la Twentieth Century Fox, e all'interpretazione del maggiore italo-americano Victor Joppolo nel film bellico Una campana per Adano (1945), a fianco di Gene Tierney.
Entrambi i film riscossero un grande successo di pubblico, e Hodiak ebbe il suo momento di massima popolarità, recitando in altri film dell'immediato dopoguerra come Il bandito senza nome (1946), Furia nel deserto (1947) e Bastogne (1949). Tuttavia ebbe difficoltà a mantenere ruoli da protagonista e venne via via relegato in parti di fianco, in pellicole interpretate accanto a divi più affermati, come Clark Gable in La lunga attesa (1947), Suprema decisione (1948) e Il cacciatore del Missouri (1951), e Spencer Tracy in Malesia (1949) e Omertà (1951).
Nel 1953 si cimentò sul palcoscenico, debuttando a New York nella pièce The Chase, che non riscosse grande successo ma gli assicurò buone recensioni da parte della critica. Gli fu quindi affidato il ruolo del luogotenente Maryk in The Caine Mutiny Court Martial, adattamento di Herman Wouk del proprio dramma L'ammutinamento del Caine, che ottenne un ottimo riscontro di pubblico grazie a una tournée che si protrasse nei due anni successivi.
Nello stesso periodo continuò comunque a lavorare sui set cinematografici. Verso la fine delle riprese del suo ultimo film, Gli eroi della stratosfera (1956), un soggetto fantascientifico a carattere documentaristico, l'attore fu colpito da un attacco cardiaco e morì la mattina del 19 ottobre 1955, all'età di 41 anni, nella casa che aveva acquistato per i genitori nel quartiere di Tarzana (Los Angeles), mentre si preparava per recarsi sul set.

## Vita privata
Dal matrimonio con l'attrice Anne Baxter, che sposò nel 1946 e da cui divorziò nel 1953, Hodiak ebbe un'unica figlia, Katrina, nata nel 1951.

## Filmografia

### Cinema
- A Stranger in Town, regia di Roy Rowland (1943)
- Swing Shift Maisie, regia di Norman Z. McLeod (1943) (non accreditato)
- Il signore in marsina (I Dood It), regia di Vincente Minnelli (1943)
- Prigionieri dell'oceano (Lifeboat), regia di Alfred Hitchcock (1944)
- Song of Russia, regia di Gregory Ratoff (1944)
- Maisie Goes to Reno, regia di Harry Beaumont (1944)
- Il matrimonio è un affare privato (Marriage Is a Private Affair), regia di Robert Z. Leonard (1944)
- Sunday Dinner for a Soldier, regia di Lloyd Bacon (1944)
- Una campana per Adano (A Bell for Adano), regia di Henry King  (1945)
- Le ragazze di Harvey (The Harvey Girls), regia di George Sidney (1946)
- La taverna dei quattro venti (Two Smart People), regia di Jules Dassin (1946)
- Il bandito senza nome (Somewhere in the Night), regia di Joseph L. Mankiewicz (1946)
- Non tormentarmi più (The Arnelo Affair), regia di Arch Oboler (1947)
- Furia nel deserto (Desert Fury), regia di Lewis Allen (1947)
- L'affascinante straniero (Love from a Stranger), regia di Richard Whorf (1947)
- La lunga attesa (Homecoming), regia di Mervyn LeRoy (1948)
- Suprema decisione (Command Decision), regia di Sam Wood (1948)
- Corruzione (The Bribe), regia di Robert Z. Leonard (1949)
- Bastogne (Battleground), regia di William A. Wellman (1949)
- Malesia (Malaya), regia di Richard Thorpe (1949)
- L'imboscata (Ambush), regia di Sam Wood (1950)
- L'amante (A Lady Without Passport), regia di Joseph H. Lewis (1950)
- Addio signora Miniver (The Miniver Story), regia di H.C. Potter (1950)
- Solitudine (Night into Morning), regia di Fletcher Markle (1951)
- Omertà (The People Against O'Hara), regia di John Sturges (1951)
- Il cacciatore del Missouri (Across the Wide Missouri), regia di William A. Wellman (1951)
- Difendete la città (The Sellout), regia di Gerald Mayer (1952)
- Uragano su Yalù (Battle Zone), regia di Lesley Selander (1952)
- Terra bruciata (Ambush at Tomahawk Gap), regia di Fred F. Sears (1953)
- Tempeste di fuoco (Mission Over Korea), regia di Fred F. Sears (1953)
- La vendetta di Kociss (Conquest of Cochise), regia di William Castle (1953)
- I dragoni dell'aria (Dragonfly Squadron), regia di Lesley Selander (1954)
- L'imputato deve morire (Trial), regia di Mark Robson (1955)
- Gli eroi della stratosfera (On the Threshold of Space), regia di Robert D. Webb (1956)

### Televisione
- Chesterfield Presents – serie TV, 1 episodio (1952)
- Hollywood Opening Night – serie TV, 1 episodio (1952)
- The Ford Television Theatre – serie TV, 1 episodio (1953)
- Letter to Loretta – serie TV, 1 episodio (1955)

## Doppiatori italiani
Nelle versioni in italiano dei suoi film, John Hodiak è stato doppiato da:
- Giulio Panicali in Le ragazze di Harvey, Furia nel deserto, La lunga attesa, Suprema decisione, Bastogne, Malesia, Addio signora Miniver!, Omertà, Il cacciatore del Missouri, Difendete la città
- Emilio Cigoli in Prigionieri dell'oceano, Corruzione, L'imboscata, L'imputato deve morire
- Augusto Marcacci in Il bandito senza nome
- Sergio Di Stefano in Furia nel deserto (ridoppiaggio)
- Luciano De Ambrosis in Suprema decisione (ridoppiaggio)